# Ingmar Hosenfeld
Ingmar Hosenfeld (* 1968 in Kiel) ist ein deutscher Bildungsforscher und Professor an der Universität Koblenz-Landau, Campus Landau (seit 2023: Rheinland-Pfälzische Technische Universität Kaiserslautern-Landau).

## Werdegang
Ingmar Hosenfeld wurde 1974 an der Goethe-Grundschule in Kiel eingeschult. Von 1978 bis 1988 besuchte er das Ernst-Barlach-Gymnasium Kiel, wo er nach einem Auslandsaufenthalt von 1985 bis 1986 an der Patrick-Henry-High-School im US-Bundesstaat Minnesota (Abschluss: High-School-Diploma) das Abitur mit dem Durchschnitt 1,0 ablegte. Danach leistete er von 1989 bis 1990 den Grundwehrdienst bei der Bundesmarine in Kiel und Bremerhaven ab.
Von 1990 studierte Hosenfeld Psychologie an der Christian-Albrechts-Universität zu Kiel, das er 1996 mit dem Abschluss eines Diplom-Psychologen zum Thema „Geschlechtsdifferenzen bei Raumvorstellungsaufgaben – Eine Frage der Strategie?“ bei B. Strauß und O. Köller abschloss. Im Anschluss war Hosenfeld von 1996 bis 1997 Wissenschaftlicher Mitarbeiter im Projekt TIMSS (Trends in International Mathematics and Science Study) am Max-Planck-Institut für Bildungsforschung in Berlin. Für seine Promotion zum Thema „Subjektive Theorien von Schülern über die Ursachen von Schulerfolg und der Zusammenhang zur Leistungsentwicklung“ bei R. Schwarzer (Freie Universität Berlin) und J. Baumert (Max-Planck-Institut für Bildungsforschung in Berlin), die er mit summa cum laude abschloss, erhielt er ein Promotionsstipendium des Max-Planck-Instituts für Bildungsforschung in Berlin. Im Anschluss war er bis September 2000 Wissenschaftlicher Mitarbeiter im Projekt „Bildungsprozesse und psychosoziale Entwicklung im Jugendalter (BIJU)“ am Max-Planck-Institut für Bildungsforschung in Berlin.
Ab dem Jahr 2000 war Hosenfeld als Wissenschaftlicher Mitarbeiter an der Universität Koblenz-Landau, Campus Landau zuerst im DFG-Projekt „Bildungsprozesse und psychosoziale Entwicklung im Jugendalter (SALVE)“ (2000 bis 2002) und dann im Projekt „Vergleichsarbeiten in der Grundschule (VERA)“ (2002 bis 2003), das er stellvertretend mit Andreas Helmke leitete. Seine Promotionsarbeit ermöglichte ihm von 2003 bis 2009 eine Tätigkeit als Juniorprofessor für „psychologische Schul- und Unterrichtsforschung“ an der Universität Koblenz-Landau, Campus Landau. Während dieser Zeit verfasste er seine Habilitation zum Thema „Nutzung und Nutzen von Evaluationsstudien in Schule und Unterricht“ im Fach Psychologie.
Nach Abschluss seiner Habilitation und Beendigung seiner Tätigkeit als Juniorprofessor vertrat er die Professur für Empirische Pädagogik seines Mentors Peter Nenninger an der Universität Koblenz-Landau, dessen Nachfolger als Lehrstuhlinhaber und Institutsleiter er 2010 als Professor für pädagogisch-psychologische Bildungsforschung am Zentrum für Empirisch Pädagogische Forschung (zepf) wurde.

## Forschungsschwerpunkte
Seine Interessen und Forschungsschwerpunkte liegen im Bereich der Kompetenzmessung, Schul- und Unterrichtsentwicklung, Rezeptions- und Nutzungsforschung, Evaluation im Bildungswesen, Item-Response Theory und Online-Diagnostik.
Während der COVID-19-Pandemie und der damit verbundenen Schließung von Schulen im Frühjahr 2020 führte Hosenfeld im Auftrag der Universität Landau eine Studie zu den Auswirkungen des nötig gewordenen Homeschooling durch Eltern durch.